# چهارتنگ سفلی
چهارتنگ سفلی، روستایی از توابع بخش مرکزی شهرستان ایذه در استان خوزستان ایران است.

## جمعیت
این روستا در دهستان حومه‌شرقی قرار دارد و براساس سرشماری مرکز آمار ایران در سال ۱۳۸۵، جمعیت آن ۳۴۵ نفر (۵۱خانوار) بوده‌است.ساکنان این روستا از طایفه شالو می باشند.